# Hegesístrat de Samos
Hegesístrat de Samos (en llatí Hegesistratus, en grec antic Ἡγησίστρατος) fou un militar de Samos que va ser enviat pel govern de l'illa al rei espartà Leotíquides, amb el comandament de la flota organitzada a Delos per demanar-li ajut pels jonis revoltats contra Pèrsia. Leotíquides va acceptar, ja que el nom d'Hegesístrat significa "conductor de l'exèrcit" i li va semblar un bon auguri. Va participar en la batalla de Mícale el 479 aC, segons Heròdot.